# 1706-os busz
Az 1706-os jelzésű autóbuszvonal távolsági autóbuszjárat Győr és Székesfehérvár között, melyet a MÁV Személyszállítási Zrt. lát el.

## Közlekedése
A járat Győrt és Székesfehérvárt köti össze. 
Útvonalának hossza Székesfehérvár felé 87,3 km, Bársonyos és Kerékteleki érintésével 91,9 km, Győr felé 87,3 km. Menetideje Székesfehérvár felé 1 óra 50 perc, Bársonyos és Kerékteleki érintésével 1 óra 55 perc, Győr felé 1 óra 45 perc.
Tanév tartama alatt a hetek első munkanapját megelőző napon egy járatpár, a hetek első iskolai előadási napját megelőző munkaszüneti napon Székesfehérvár felé egy járat szállítja az utasokat.

## Megállóhelyei
| 0  | 0  | Győr, autóbusz-állomás végállomás           | 11 | 1, 1A, 1B, 2, 11, 900 1507, 1563, 1592, 1620, 1639, 1707, 1709, 1710, 1714, 1715, 1717, 1721, 1794, 1822, 1826, 1850 7003, 7004, 7007, 7010, 7020, 7021, 7022, 7024, 7025, 7030, 7031, 7032, 7033, 7034, 7035, 7037, 7040, 7041, 7043, 7049, 7050, 7052, 7054, 7055, 7057, 7063, 7065, 7069, 7070, 7071, 7073, 7080, 7082, 7083, 7084, 7085, 7086, 7087, 7090, 7098, 7914 S10, személyvonat, sebesvonat, Tanúhegy sebesvonat, EuroRegio, Helikon InterRégió, Rába InterRégió, Arrabona InterCity, Tűztorony, Ikva, Lővér, Kékfrankos, Magnet Bank, Scarbantia, Soproni Közgáz InterCity, Savaria InterCity, Mura nemzetközi InterCity, Dráva nemzetközi InterCity, RegioJet, Railjet Xpress, Kálmán Imre EuroNight, Csárdás, Lehár, Liszt Ferenc és Semmelweis EuroCity, Advent EuroCity, Hortobágy EuroCity, Tisza-Szamos EuroCity, Dacia-Corvin nemzetközi gyorsvonat |
| 1  | 1  | Győr, Szigethy Attila út 97.                | ∫  | 7, 9A 1563, 1707, 1822, 1850 7010, 7020, 7021, 7022, 7024, 7025 |
| ∫  | 2  | Győr, Szigethy Attila út, Fehérvári út      | ∫  | 9A, 13, 13B, 14A, 14B, 19A, 20, 20Y, 23A, 24, 25, 28, 900 1850 7010, 7020, 7021, 7022, 7024, 7025 |
| 2  | 3  | Győr, 81-es út, Zöld utca                   | 10 | 28 1822, 1850 7010, 7020, 7021, 7022, 7024, 7025, 7082 |
| 3  | 4  | Táplánypuszta                               | 9  | 1822 7020, 7021, 7022, 7024, 7025 |
| ∫  | 5  | Töltéstavai elágazás                        | ∫  | 7020, 7021, 7022, 7024, 7025 |
| 4  | 6  | Pér, repülőtér bejárati út                  | 8  | 1507, 1563, 1822 7020, 7021, 7022 |
| 5  | 7  | Pér, Dávid köz                              | ∫  | 1563, 1822 7020, 7021, 7022 |
| 6  | 8  | Mindszentpusztai elágazás                   | ∫  | 1822 7020, 7021, 7022 |
| 7  | 9  | Mezőörs, Petőfi utca                        | ∫  | 1563 7020, 7021, 7022 |
| 8  | 10 | Mezőörs, autóbusz-váróterem                 | 7  | 1507, 1563, 1822 7020, 7021, 7022 |
| ∫  | 11 | Bársonyos, Pervátpuszta                     | ∫  | 7020, 7021, 7022 |
| ∫  | 12 | Bársonyos, Öreghegy                         | ∫  | 7020, 7021, 7022 |
| ∫  | 13 | Bársonyos, kultúrház                        | ∫  | 7020, 7021, 7022, 8621, 8627 |
| ∫  | 14 | Bársonyos, templom                          | ∫  | 7020, 7021, 7022, 8621, 8627 |
| ∫  | 15 | Kerékteleki, iskola                         | ∫  | 7020, 7021, 8621, 8627 |
| ∫  | 16 | Kerékteleki, alsó                           | ∫  | 7020, 7021, 8621, 8627 |
| 9  | 17 | Ászár, posta                                | 6  | 1563, 1822 7020, 7021, 8621, 8627 |
| ∫  | 18 | Ászár, vasúti átjáró                        | ∫  | 7020, 7021, 8600, 8627 |
| ∫  | 19 | Kisbér, piactér                             | ∫  | 7020, 7021, 8600, 8624, 8627 |
| 10 | 20 | Kisbér, autóbusz-állomás                    | 5  | 1257, 1507, 1563, 1707, 1822, 1826, 1848, 1851 7020, 7021, 8096, 8384, 8464, 8465, 8600, 8623, 8624, 8627, 8671, 8673, 8736 |
| 11 | 21 | Bakonysárkány, bejárati út                  | 4  | 1563, 1822, 1826 7021 |
| 12 | 22 | Mór, Felsődobos bejárati út                 | 3  | 1563, 1822 7021, 8096 |
| 13 | 23 | Mór, Vértes Áruház                          | 2  | 1253, 1563, 1758, 1822, 1824, 1843, 1845, 1846 7021, 8096, 8097, 8355, 8365, 8370, 8381 |
| 14 | 24 | Székesfehérvár, III. Béla király tér        | 1  | 15, 33, 34 1563, 1758, 1809, 1822, 1824, 1841, 1842, 1843, 1845, 1846, 1853 8000, 8092, 8093, 8096, 8097, 8099 |
| 15 | 25 | Székesfehérvár, autóbusz-állomás végállomás | 0  | 10, 11, 12, 12Y, 13G, 14, 14G, 15, 26, 26A, 36, 37, 38, 42, 43, 44, 912 707, 740, 747, 748, 749, 750, 759 1172, 1173, 1174, 1205, 1215, 1507, 1510, 1529, 1563, 1626, 1707, 1758, 1803, 1808, 1809, 1822, 1824, 1826, 1841, 1843, 1845, 1846, 1853 7315, 8000, 8010, 8011, 8032, 8033, 8035, 8037, 8039, 8040, 8041, 8047, 8048, 8049, 8055, 8060, 8062, 8065, 8066, 8067, 8068, 8069, 8070, 8082, 8086, 8092, 8093, 8096, 8097, 8099 |